# Gábor Csapó
Gábor Csapó (ur. 20 września 1950 w Budapeszcie, zm. 27 listopada 2022 tamże) – węgierski piłkarz wodny. Dwukrotny medalista olimpijski.

## Kariera sportowa
W 1976 w Montrealu wspólnie z kolegami został mistrzem olimpijskim. Cztery lata później znalazł się wśród brązowych medalistów igrzysk. Był mistrzem Europy w 1974 i 1977.